# Neuilly-Plaisance
Pour les articles homonymes, voir Neuilly.
Neuilly-Plaisance est une commune française située dans le département de la Seine-Saint-Denis en région Île-de-France.
Ses habitants sont appelés les Nocéens.

## Géographie

### Localisation
La ville est édifiée sur la rive nord de la Marne, sur le flanc sud-est du plateau d'Avron, à 14 km à l'est de Paris.
Elle se trouve dans l'aire d'attraction de Paris, l'unité urbaine de Paris, ainsi que dans la zone d'emploi et dans le bassin de vie de la capitale française.

### Communes limitrophes
Les communes limitrophes sont  Bry-sur-Marne, Fontenay-sous-Bois, Le Perreux-sur-Marne, Neuilly-sur-Marne, Noisy-le-Grand, Rosny-sous-Bois et Villemomble.

### Géologie et relief
La superficie de la commune est de 3,42 km2 ; son altitude varie de 37  à   117 mètres.

### Hydrographie

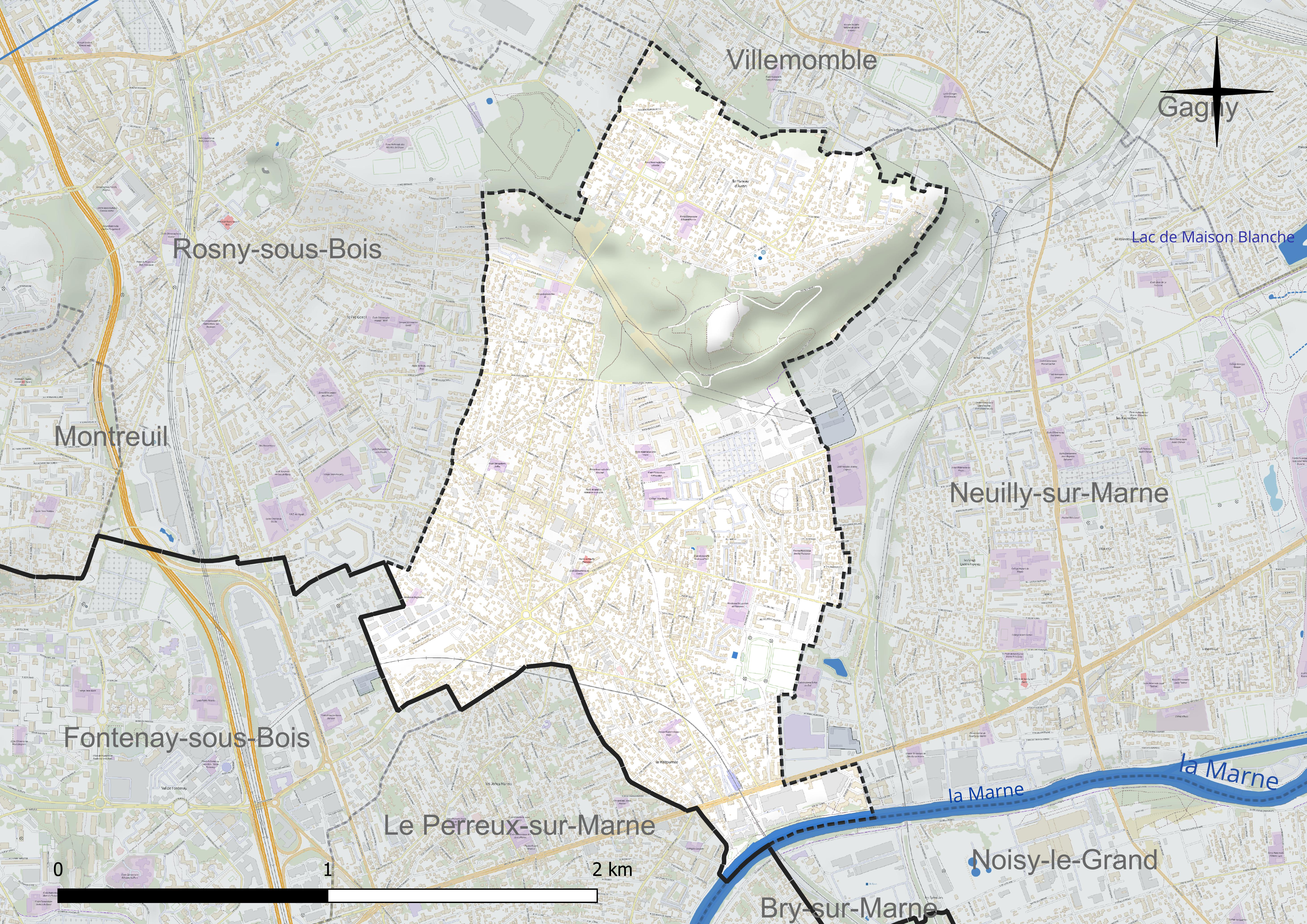
Carte hydrographique de la commune.

La limite sud de la commune est constituée par la Marne, affluent de la Seine.

### Climat
Pour des articles plus généraux, voir Climat de l'Île-de-France et Climat de la Seine-Saint-Denis.
En 2010, le climat de la commune est de type climat océanique dégradé des plaines du Centre et du Nord, selon une étude du CNRS s'appuyant sur une série de données couvrant la période 1971-2000. En 2020, Météo-France publie une typologie des climats de la France métropolitaine dans laquelle la commune est exposée à un climat océanique altéré et est dans la région climatique Sud-ouest du bassin Parisien, caractérisée par une faible pluviométrie, notamment au printemps (120 à 150 mm) et un hiver froid (3,5 °C).
Pour la période 1971-2000, la température annuelle moyenne est de 11,8 °C, avec une amplitude thermique annuelle de 14,9 °C. Le cumul annuel moyen de précipitations est de 665 mm, avec 10,4 jours de précipitations en janvier et 7,7 jours en juillet. Pour la période 1991-2020, la température moyenne annuelle observée sur la station météorologique la plus proche, située sur la commune de Neuilly-sur-Marne à 2 km à vol d'oiseau, est de 12,3 °C et le cumul annuel moyen de précipitations est de 721,2 mm,. Pour l'avenir, les paramètres climatiques de la commune estimés pour 2050 selon différents scénarios d'émission de gaz à effet de serre sont consultables sur un site dédié publié par Météo-France en novembre 2022.
| Mois                                  | jan.           | fév.             | mars          | avril         | mai           | juin          | jui.          | août          | sep.          | oct.            | nov.            | déc.            | année     |
| ------------------------------------- | -------------- | ---------------- | ------------- | ------------- | ------------- | ------------- | ------------- | ------------- | ------------- | --------------- | --------------- | --------------- | --------- |
| Température minimale moyenne (°C)     | 2,1            | 1,9              | 4             | 6,2           | 9,8           | 13,1          | 15,1          | 14,7          | 11,2          | 8,5             | 5               | 2,6             | 7,8       |
| Température moyenne (°C)              | 4,9            | 5,4              | 8,5           | 11,5          | 15,1          | 18,4          | 20,7          | 20,4          | 16,6          | 12,7            | 8,1             | 5,4             | 12,3      |
| Température maximale moyenne (°C)     | 7,7            | 9                | 13,1          | 16,8          | 20,4          | 23,8          | 26,2          | 26,2          | 22            | 16,9            | 11,3            | 8,1             | 16,8      |
| Record de froid (°C) date du record   | −17 17.01.1985 | −12,5 08.02.1991 | −9,5 13.03.13 | −4,3 06.04.21 | −0,6 06.05.19 | 4 04.06.01    | 7,5 31.07.15  | 5 30.08.1986  | 1,5 30.09.18  | −4,5 30.10.1997 | −8,7 24.11.1998 | −8,9 29.12.1996 | −17 1985  |
| Record de chaleur (°C) date du record | 16,6 28.01.02  | 21,4 27.02.19    | 26,9 31.03.21 | 29,9 20.04.18 | 33,1 27.05.05 | 38,3 27.06.11 | 42,5 25.07.19 | 40,5 12.08.03 | 36,3 08.09.23 | 29,7 03.10.11   | 22,5 08.11.15   | 18 07.12.00     | 42,5 2019 |
| Précipitations (mm)                   | 57,7           | 50,6             | 51,5          | 50,2          | 72,4          | 62,4          | 64,4          | 60,4          | 52,2          | 60,5            | 62,8            | 76,1            | 721,2     |

## Urbanisme

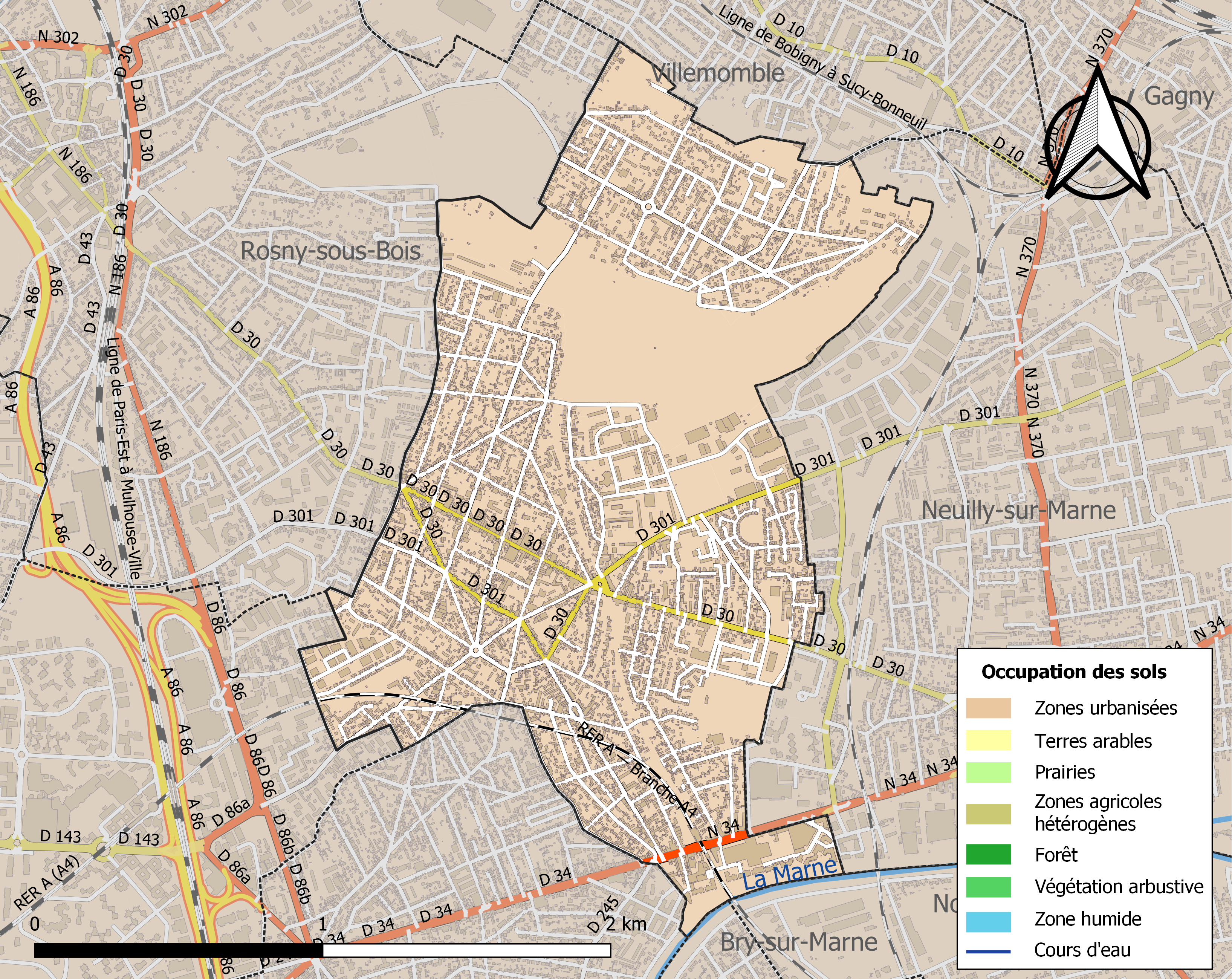
Carte des infrastructures et de l'occupation des sols de la commune en 2018 (CLC).

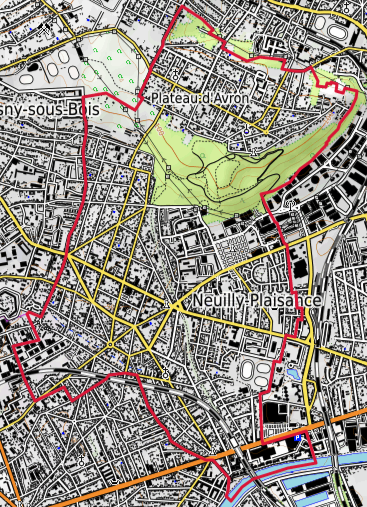
Carte topographique de la commune.

### Typologie
Au 1er janvier 2024, Neuilly-Plaisance est catégorisée grand centre urbain, selon la nouvelle grille communale de densité à sept niveaux définie par l'Insee en 2022.
Elle appartient à l'unité urbaine de Paris, une agglomération inter-départementale regroupant 407  communes, dont elle est une commune de la banlieue,,. Par ailleurs la commune fait partie de l'aire d'attraction de Paris, dont elle est une commune du pôle principal,. Cette aire regroupe 1 929 communes,.

### Morphologie urbaine
La ville est essentiellement bâtie d'habitat pavillonnaire.
La cité des Renouillères,  (également connue sous le nom de cité des Cahouettes), construite dans les années 1960, compte 807 logements. Il s'agit de l'unique grand ensemble HLM de la commune. Elle figure dans la liste des quartiers prioritaires de la politique de la ville (décret du 28 décembre 2023).

### Habitat et logement
En 2021, le nombre total de logements dans la commune était de 10 311, alors qu'il était de 9 488 en 2016 et de 8 977 en 2011.
Parmi ces logements, 91,5 % étaient des résidences principales, 2,8 % des résidences secondaires et 5,7 % des logements vacants. Ces logements étaient pour 38,1 % d'entre eux des maisons individuelles et pour 60 % des appartements.
Le tableau ci-dessous présente la typologie des logements à Neuilly-Plaisance en 2021 en comparaison avec celle de la Seine-Saint-Denis et de la France entière. Une caractéristique marquante du parc de logements est ainsi une proportion de résidences secondaires et logements occasionnels (2,8 %) supérieure à celle du département (1,3 %) mais inférieure à celle de la France entière (9,7 %).
| Typologie                                               | Neuilly-Plaisance | Seine-Saint-Denis | France entière |
| ------------------------------------------------------- | ----------------- | ----------------- | -------------- |
| Résidences principales (en %)                           | 91,5              | 92,6              | 82,2           |
| Résidences secondaires et logements occasionnels (en %) | 2,8               | 1,3               | 9,7            |
| Logements vacants (en %)                                | 5,7               | 6,1               | 8,1            |

La commune ne respecte par les obligations qui lui sont faites par l'article 55 de la loi SRU de disposer d'au moins 25 % de son parc de résidences principales constituées de logements sociaux,

### Transports et déplacements
Neuilly-Plaisance est aisément accessible par l'autoroute A86 et est largement desservi par le dense réseau de routes départementales de ce secteur de la banlieue est de Paris.
La commune est desservie par la station Neuilly-Plaisance de la ligne A du RER et des lignes 114, 127 et 145 du réseau de bus RATP. On peut également ajouter les lignes 113, 203 et 214 de ce même réseau qui desservent uniquement la gare RER et le quartier des bords de Marne, la ligne 3 du réseau de bus Titus qui circule sur le plateau d'Avron.

## Toponymie

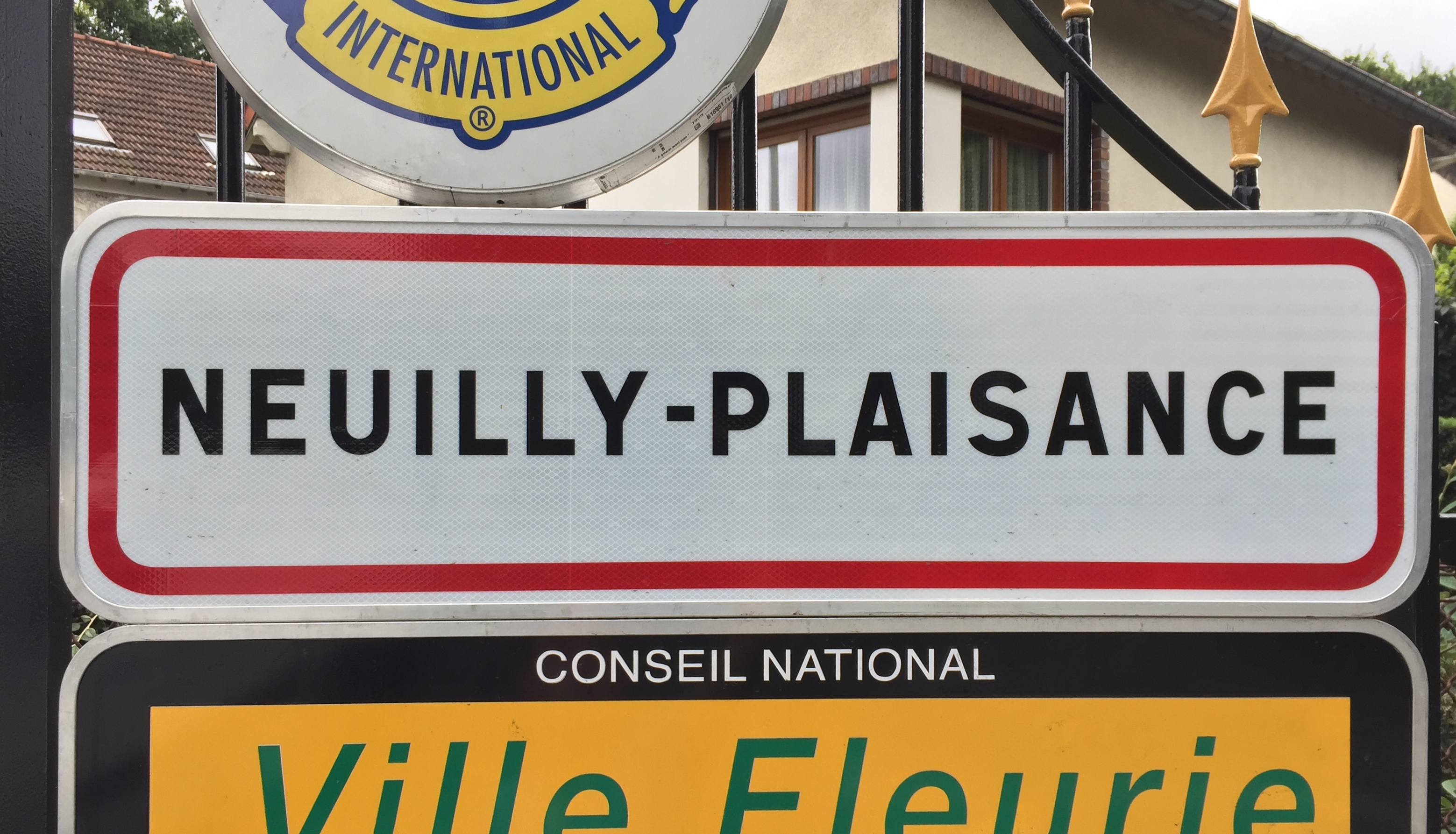
Panneau d'entrée de la ville.

Le nom récent de Neuilly-Plaisance a une double étymologie :
- Neuilly viendrait de Nobil-i-acum, dérivé du nom commun novale / -is. Ce mot désigne les défrichements effectués sur les bords de Marne et s’apparente au latin novus qui signifie « neuf, récent ». Les 84 villes et villages qui portent le nom de Neuilly correspondent, non pas à des unités de peuplement ancien, mais à des défrichements récents, la plupart du temps situés au bord d’une rivière.
- Plaisance fait référence à un lieu agréable, en retrait des marécages de la Marne. Ce nom fut d'abord utilisé pour désigner un hameau et une avenue de Neuilly-sur-Marne.

## Histoire
Avant la Révolution française, l'emplacement actuel de la commune était occupé par le parc du château d'Avron (situé à Rosny-sous-Bois).
La commune de Neuilly-Plaisance est créée en 1892 à partir du territoire de Neuilly-sur-Marne.
Dès 1887, la ville est traversée par la ligne de tramway "Vincennes - Ville-Evrard", des Chemins de fer nogentais, l'une des premières lignes de tramway à sortir de Paris (avec celles de Saint-Germain en Laye et de Sèvres à Versailles). La traction était à air comprimé, automotrices Mékarski, puis électrique après 1900. Le dépôt des tramways et l'usine de rechargement en air comprimé sont alors situés à La Maltournée au bord de la Marne. Une ligne annexe de La Maltournée à Rosny-sous-Bois ouvre en 1894.

Neuilly-Plaisance au tout début du XXe siècle
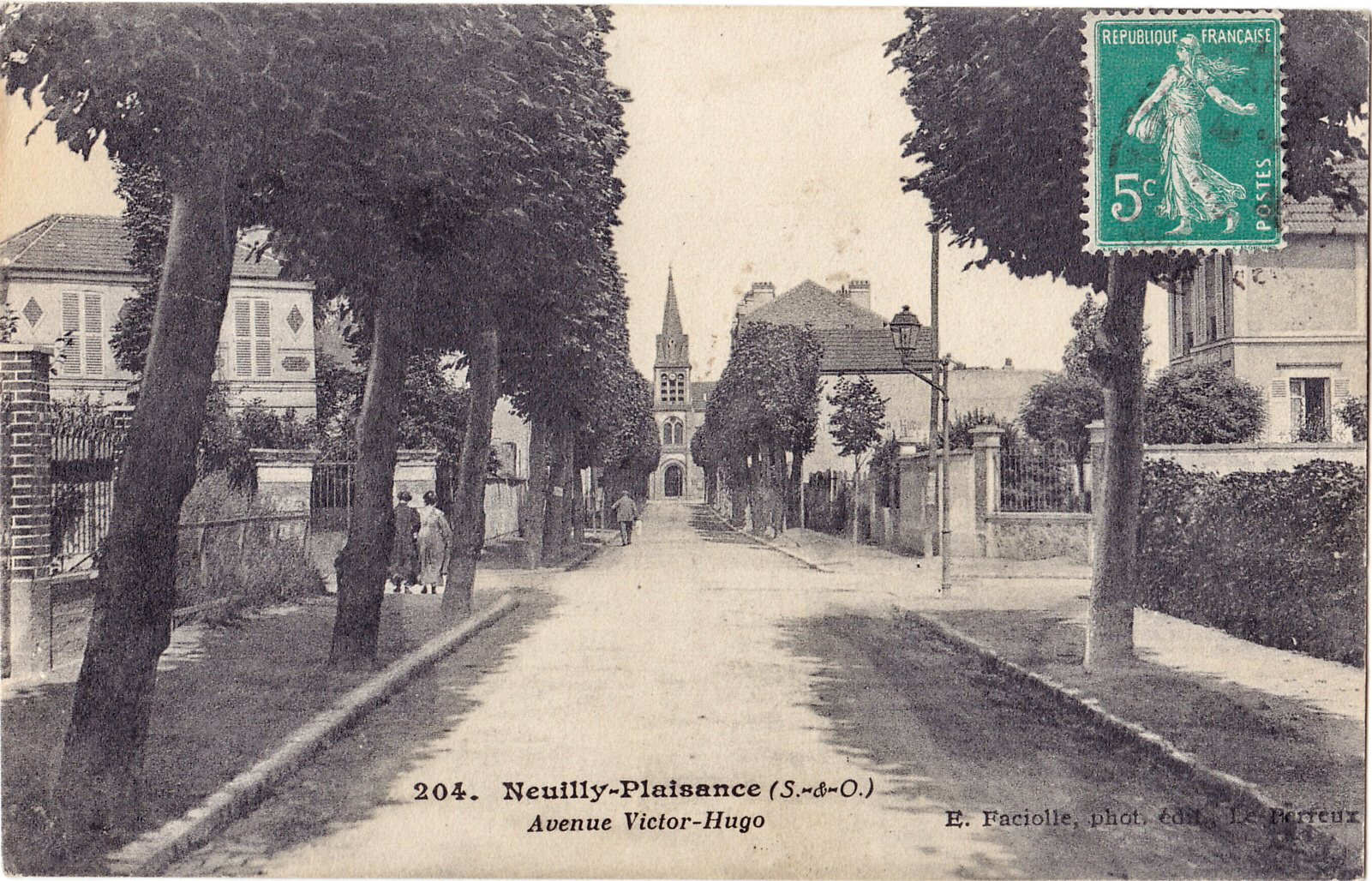
L'avenue Victor-Hugo et l'église, dans les années 1900.
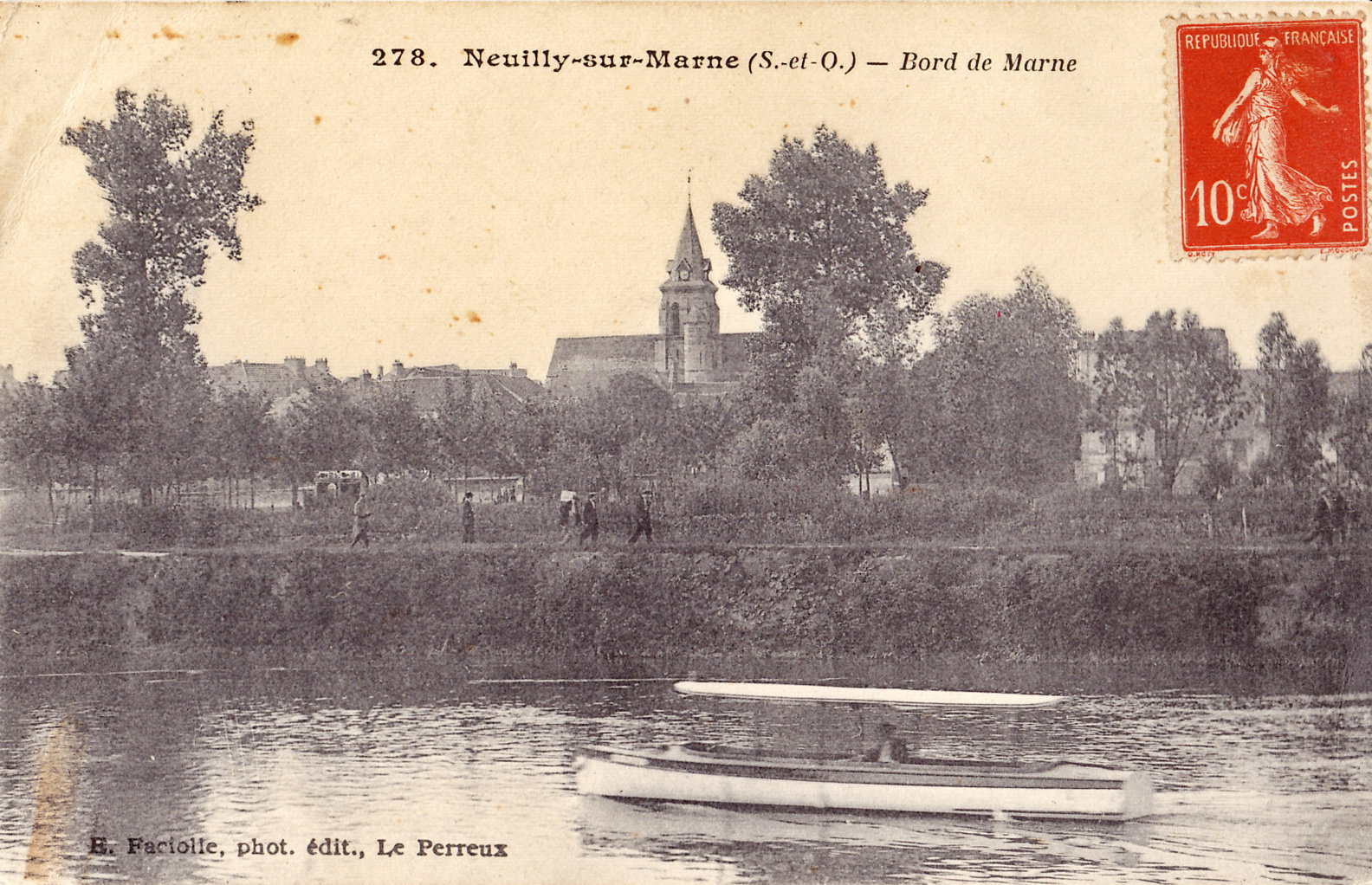
Les bords de Marne, à la même époque.
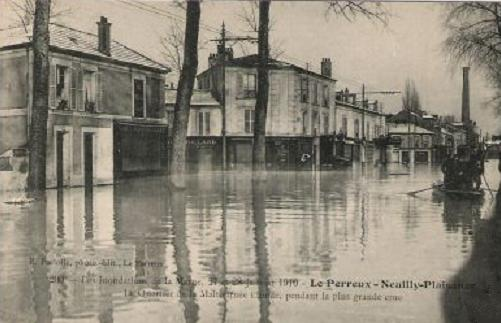
Neuilly-Plaisance pendant la crue de la Seine de 1910
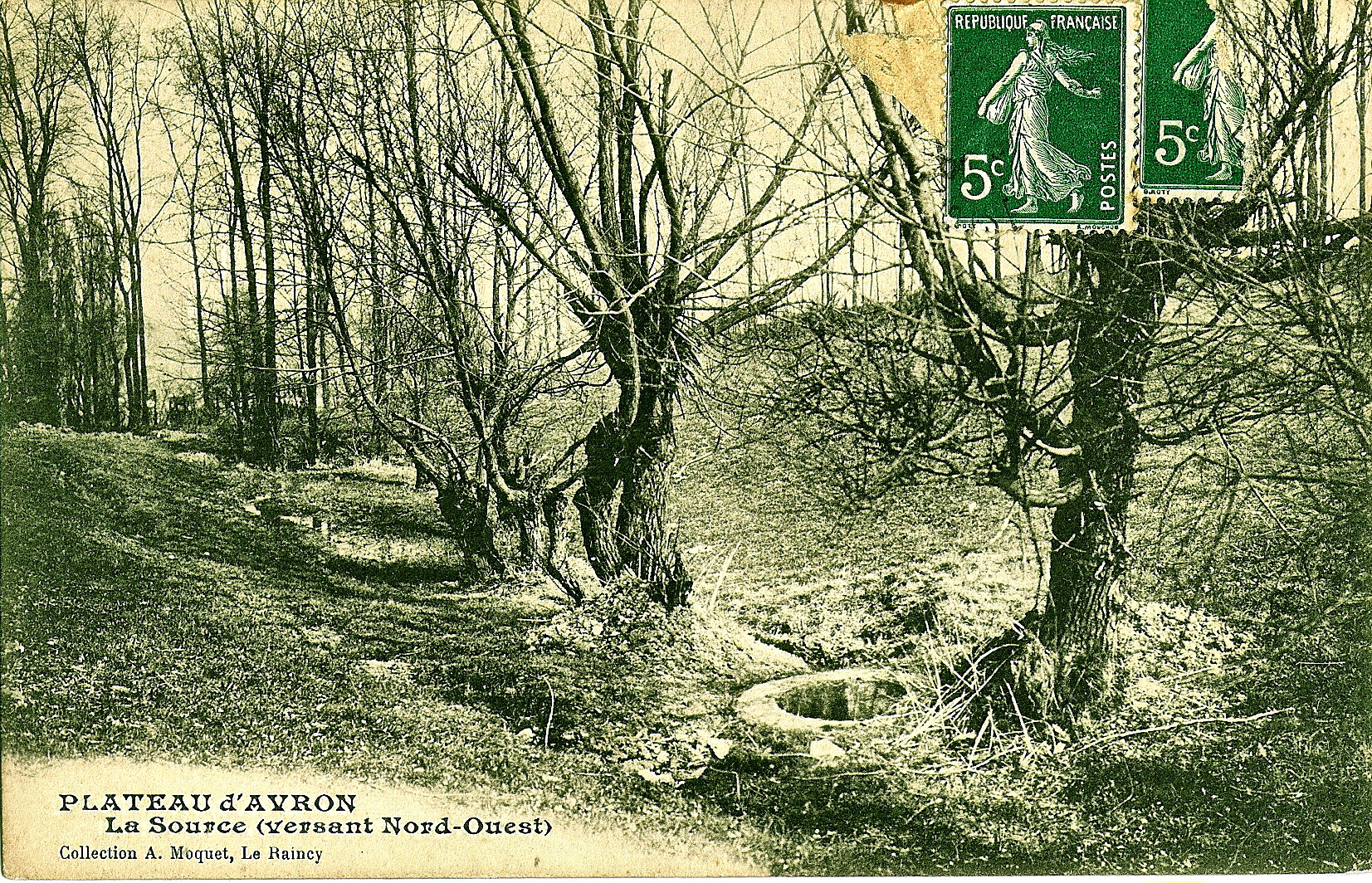
Le plateau d'Avron
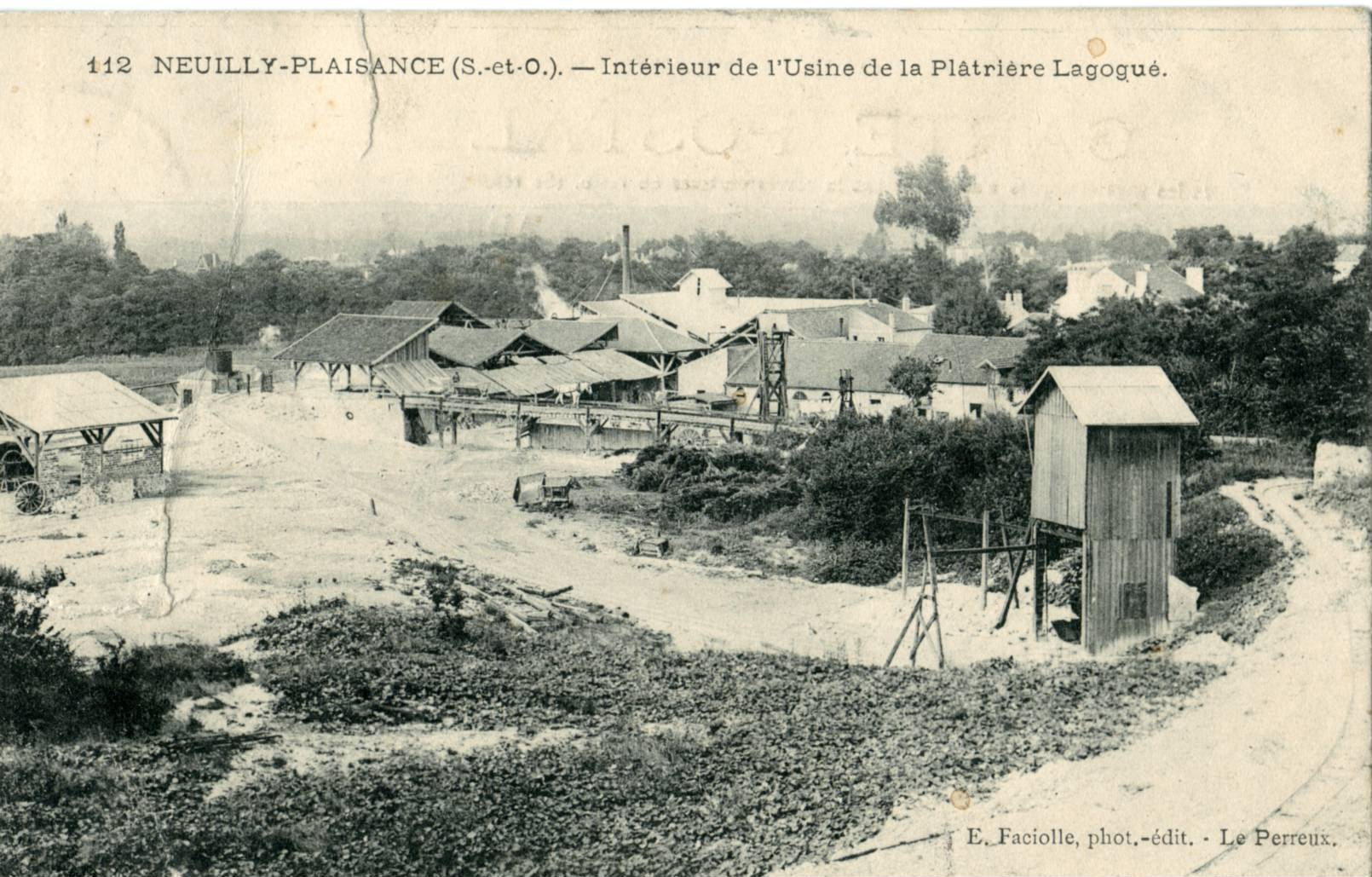
Intérieur de l'usine de la platrière Lagogué
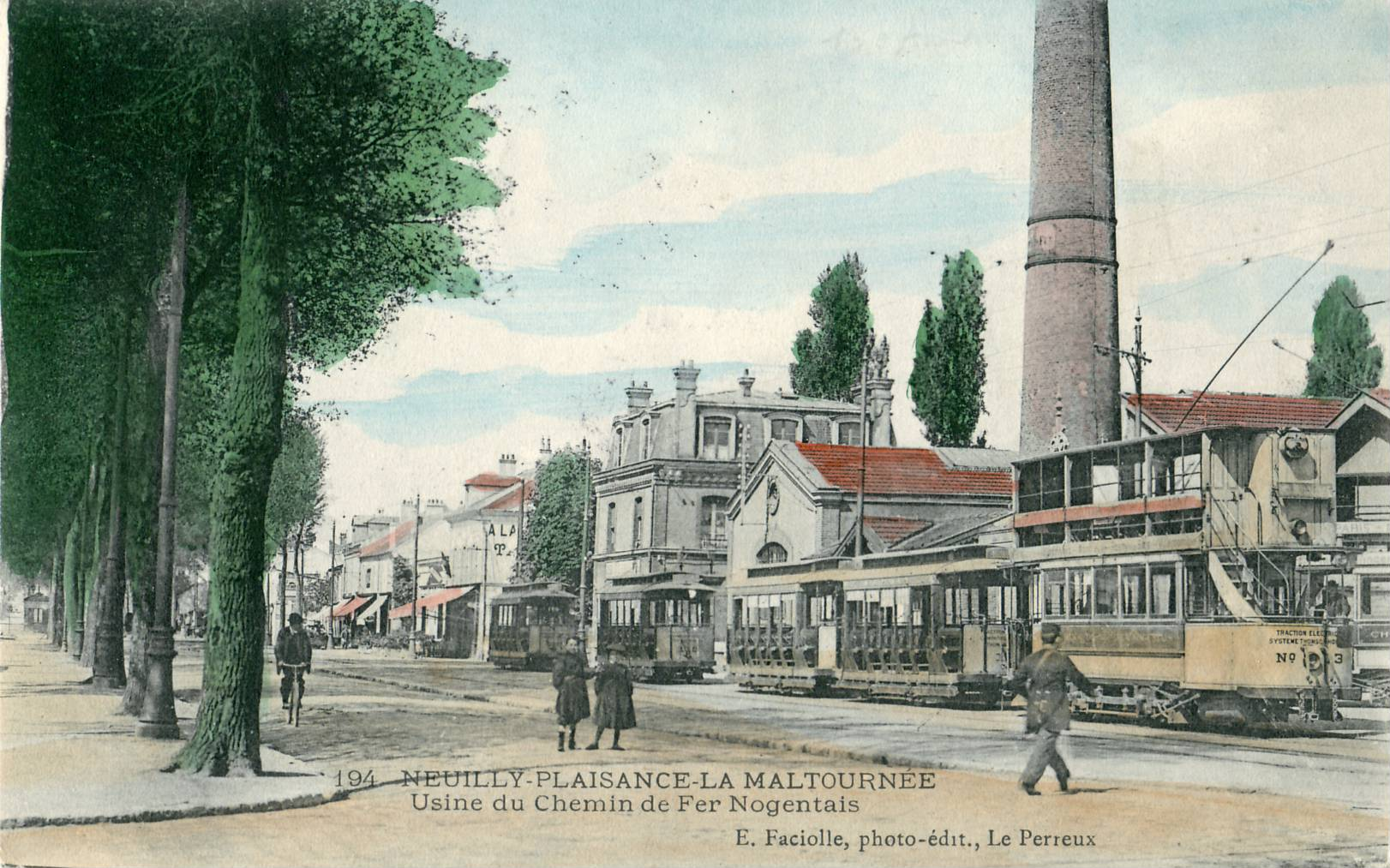
Le dépôt du tramway nogentais et la centrale électrique à La Maltournée

Les tramways circulent jusqu'en 1937 avant d’être remplacés par un réseau d'autobus.
Neuilly-Plaisance est la ville dans laquelle l'abbé Pierre a créé un de ses premiers centres d'accueil (le campement de la Pomponnette), et où il a acheté la première maison de ce qui deviendra le mouvement Emmaüs. Le mouvement Emmaüs s'est rapidement développé, en France et à l'international, notamment à la suite de l'appel de l'abbé Pierre de l'hiver 1954, qui le fait connaître.

## Politique et administration

Localisation de Neuilly-Plaisance en région parisienne

### Rattachements administratifs et électoraux

#### Rattachements administratifs
Jusqu’à la loi du 10 juillet 1964, la commune fait partie du département de Seine-et-Oise. Le redécoupage des anciens départements de la Seine et de Seine-et-Oise fait que la commune appartient désormais à la Seine-Saint-Denis après un transfert administratif effectif le 1er janvier 1968.
La commune était chef-lieu du canton de Neuilly-Plaisance depuis 1964. Dans le cadre du redécoupage cantonal de 2014 en France, cette circonscription administrative territoriale a disparu, et le canton n'est plus qu'une circonscription électorale.

#### Rattachements électoraux
Pour les élections départementales, la commune fait partie depuis 2014 du canton de Villemomble.
Pour l'élection des députés, elle fait partie de la troisième circonscription de la Seine-Saint-Denis.

### Intercommunalité
Dans le cadre de la mise en œuvre de la volonté gouvernementale de favoriser le développement du centre de l'agglomération parisienne comme pôle mondial est créée, le 1er janvier 2016, la métropole du Grand Paris (MGP), à laquelle la commune, qui n'était membre d'aucune intercommunalité, a été intégrée.
Dans le cadre de la mise en place de la métropole du Grand Paris, la loi portant nouvelle organisation territoriale de la République du 7 août 2015 (Loi NOTRe) prévoit la création d'établissements publics territoriaux (EPT), qui regroupent l'ensemble des communes de la métropole à l'exception de Paris, et assurent des fonctions de proximité en matière de politique de la ville, d'équipements culturels, socioculturels, socio-éducatifs et sportifs, d'eau et assainissement, de gestion des déchets ménagers et d'action sociale.
La commune a donc également été intégrée le 1er janvier 2016 à l'Établissement public territorial Grand Paris - Grand Est.
Neuilly-Plaisance est également membre de Association des collectivités territoriales de l'Est parisien (ACTEP).

### Tendances politiques et résultats
Lors du premier tour des élections municipales de 2014 dans la Seine-Saint-Denis, la liste UMP-UDI menée par le maire sortant Christian Demuynck obtient la majorité absolue des suffrages exprimés, avec 5 186 voix (72,19 %, 31 conseillers municipaux élus), devançant très largement les listes menées respectivement par Muriel Solibiéda (PS, 1 495 voix, 20,81 %, 3 conseillers municipaux élus) et Rodolphe Albero Martinez (FG, 502 voix, 6,98 %, 1 conseiller municipal élu).
Lors de ce scrutin, 45,79 % des électeurs se sont abstenus.
Lors du premier tour des élections municipales de 2020 dans la Seine-Saint-Denis, la liste LR menée par le maire sortant Christian Demuynck obtient la majorité absolue des suffrages exprimés, avec 3 445 voix (75,94 %, 31 conseillers municipaux élus dont 1 métropolitain), devançant très largement la liste PS - EÉLV - PCF - GRS - G·s - PRG menée par Marie-Christine Reynaud (1 091 voix, 24,05 %, 4 conseillers municipaux élus). Lors de ce scrutin marqué par la pandémie de Covid-19 en France, 63,13 % des électeurs se sont abstenus.

### Liste des maires
| Période | Période                       | Identité           | Étiquette               | Qualité |
| ------- | ----------------------------- | ------------------ | ----------------------- | --- |
| 1892    | 1898                          | Louis Bordet       |                         | |
| 1898    | 1907                          | Jean Fichot        |                         | |
| 1907    | 1911                          | Gaston Joguin      |                         | |
| 1911    | 1919                          | Louis Port         |                         | |
| 1919    | 1923                          | Joseph Charlier    |                         | industriel exploitant des carrières de gypse du plateau d’Avron |
| 1923    | 1944                          | Charles Dumont     |                         | industriel |
| 1945    | 1947                          | René Renard        | SFIO                    | Chef comptable |
| 1947    | 1977                          | Charles Cathala    | MRP, puis UCDP, puis SE | PDG de société Sénateur de la Seine-Saint-Denis (1968 → 1977) Conseiller général de Neuilly-Plaisance (1944 → 1976) |
| 1977    | 1983                          | André Macé         | PCF                     | Conseiller général de Neuilly-Plaisance (1976 → 1982) |
| 1983    | En cours (au 10 février 2021) | Christian Demuynck | RPR puis UMP → LR       | Professeur d’éducation physique et sportive Député de la Seine-Saint-Denis (1986 → 1988 et 1993 → 1995) Sénateur de la Seine-Saint-Denis (1995 → 2011) Conseiller général de Neuilly-Plaisance (1982 → 2001) Réélu pour le mandat 2020-2026, |

### Jumelages
- Montgomery (États-Unis) depuis 1989, dans l'État de l’Ohio

## Équipements et services publics

### Enseignement
Le territoire de Neuilly accueille différents établissements scolaires. Parmi eux, on trouve six écoles maternelles, six écoles élémentaires ainsi que le collège Jean Moulin, seul établissement d'enseignement secondaire.

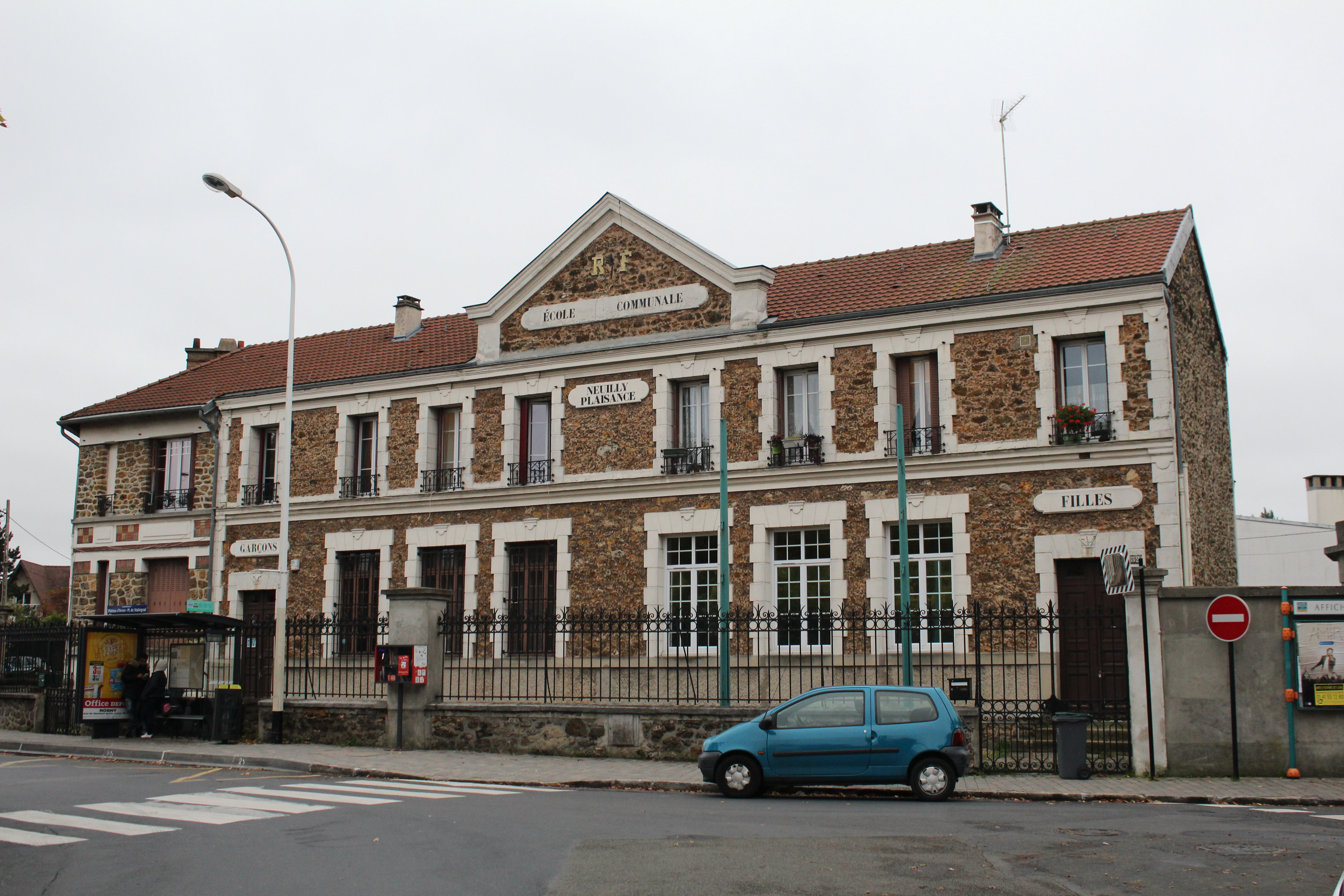
Une des écoles communales.
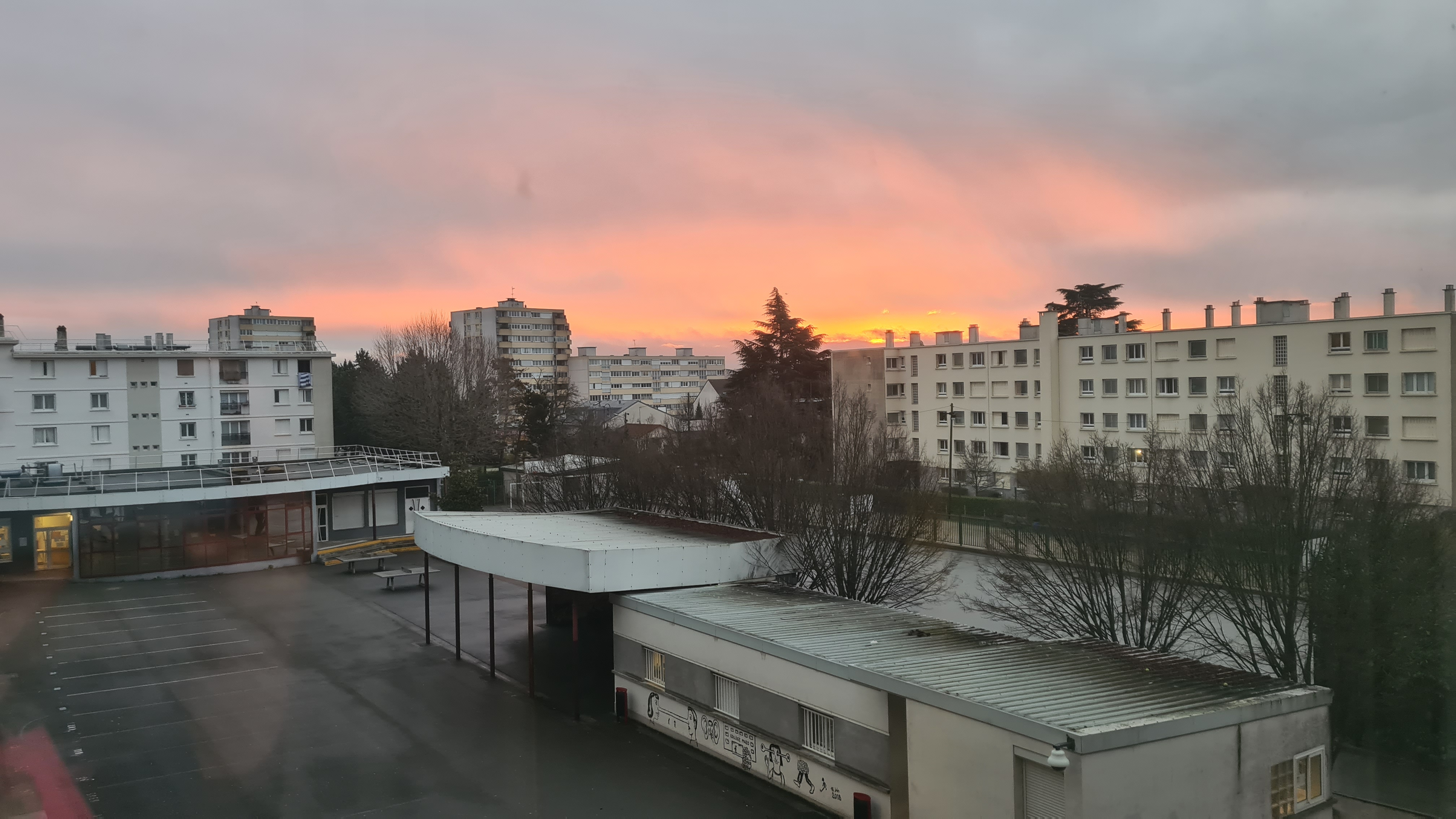
Lever de soleil sur le collège Jean Moulin - Neuilly-Plaisance

## Population et société

### Démographie
L'évolution du nombre d'habitants est connue à travers les recensements de la population effectués dans la commune depuis 1896. Pour les communes de plus de 10 000 habitants les recensements ont lieu chaque année à la suite d'une enquête par sondage auprès d'un échantillon d'adresses représentant 8 % de leurs logements, contrairement aux autres communes qui ont un recensement réel tous les cinq ans,.

En 2022, la commune comptait 21 914 habitants, en évolution de +3,48 % par rapport à 2016 (Seine-Saint-Denis : +4,67 %, France hors Mayotte : +2,11 %).
| 1896  | 1901  | 1906  | 1911  | 1921  | 1926   | 1931   | 1936   | 1946   |
| ----- | ----- | ----- | ----- | ----- | ------ | ------ | ------ | ------ |
| 4 663 | 5 609 | 6 441 | 7 014 | 9 094 | 10 773 | 12 148 | 12 073 | 11 842 |

| 1954   | 1962   | 1968   | 1975   | 1982   | 1990   | 1999   | 2006   | 2011   |
| ------ | ------ | ------ | ------ | ------ | ------ | ------ | ------ | ------ |
| 13 211 | 15 526 | 17 613 | 18 185 | 16 960 | 18 195 | 18 236 | 19 952 | 20 703 |

| 2016   | 2021   | 2022   | - | - | - | - | - | - |
| ------ | ------ | ------ | - | - | - | - | - | - |
| 21 177 | 21 415 | 21 914 | - | - | - | - | - | - |

### Cultes
La ville dispose d'un cimetière, le cimetière communal de Neuilly-Plaisance.

## Économie

### Revenus de la population et fiscalité
En 2019, le revenu fiscal médian par individu était de 25 910 €, ce qui plaçait Neuilly-Plaisance au 3 314e rang parmi les 31 363 communes de plus de 39 ménages (hors Guadeloupe, Guyane et Mayotte). Ce chiffre est supérieur à la médiane départementale (18 470 €). C'est la 4e commune de Seine-Saint-Denis où les revenus nets sont les plus élevés derrière Gournay-sur-Marne, Le Raincy et Coubron.

### Emploi
Le taux de chômage, en 2020, pour la commune s'élève à 8,8 % chez les 15-64 ans, un chiffre légèrement supérieur à la moyenne nationale (8 %) mais inférieur à la moyenne départementale (12,4%).

## Culture locale et patrimoine

### Lieux et monuments

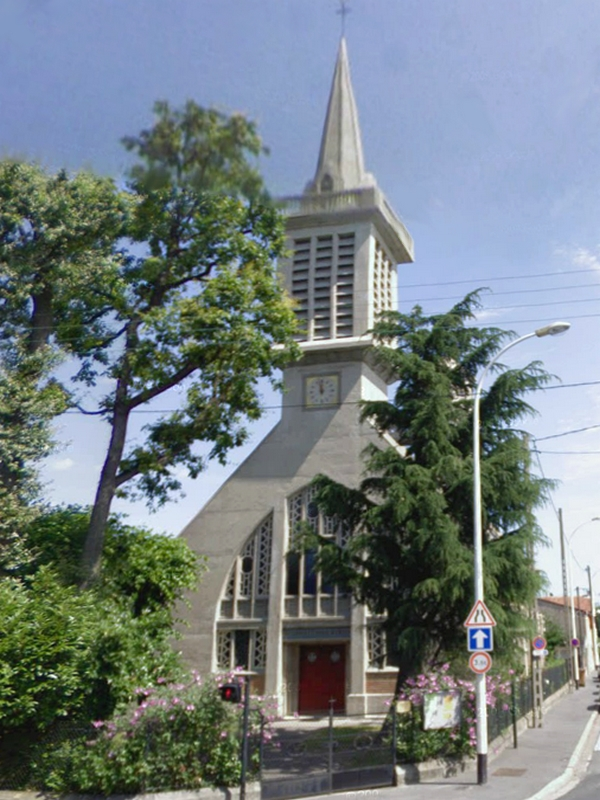
L'église Notre-Dame-de-l'Assomption.

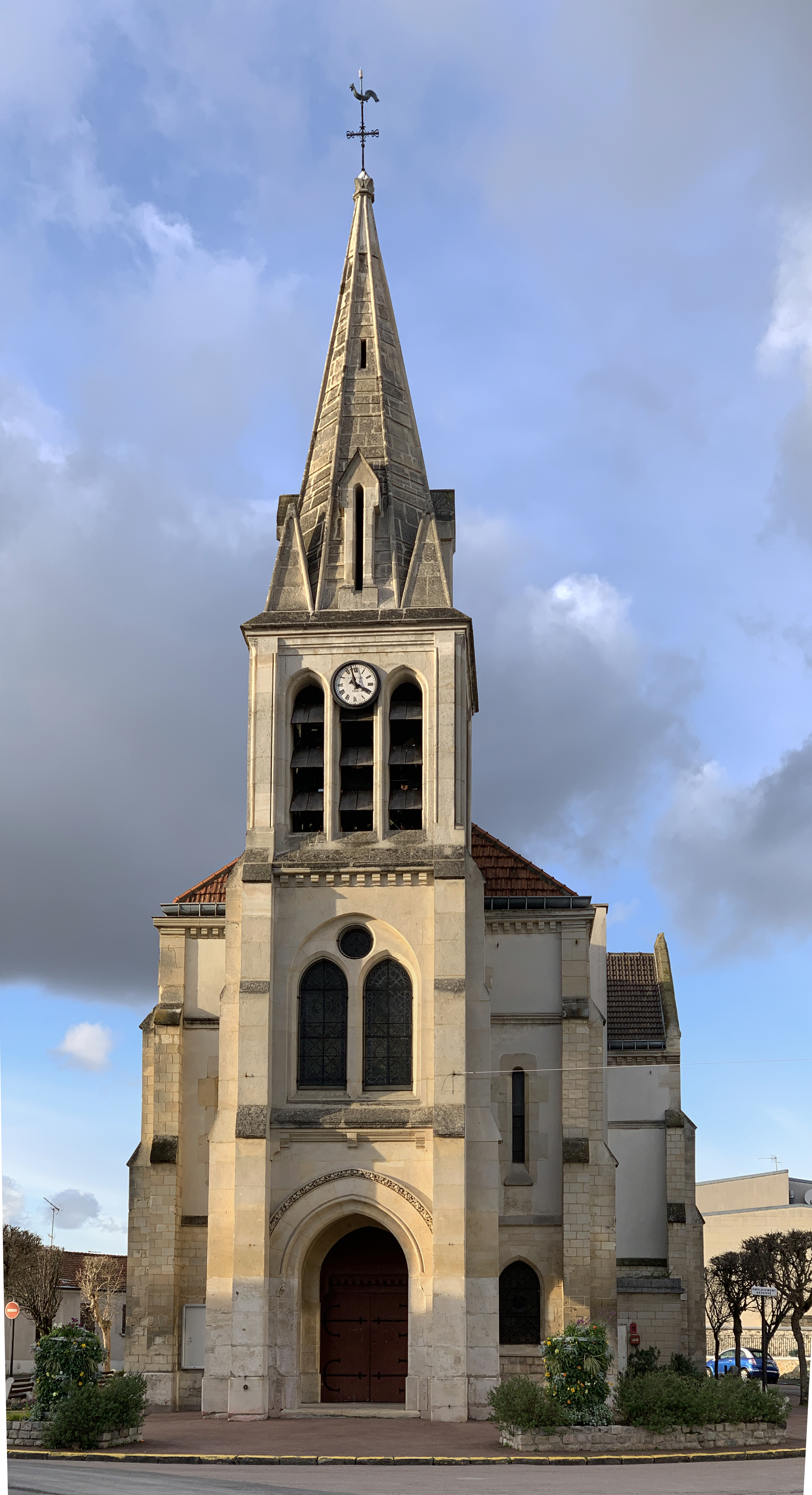
Église Saint-Henri - Cloches de l'église à 9h : Fichier:Neuilly-Plaisance - Église Saint-Henri - 9h.ogg

- L'église Notre-Dame-de-l'Assomption (ou d'Avron)  Inscrit MH (2004, Les façades et toitures ; l'ensemble des vitraux et du mobilier)[33] est édifiée en 1932 par l'architecte Henri Conus, et devient église paroissiale en1958. 
L'église est d'architecture moderne en béton bouchardé à remplissage de briques, assez proche de l'Église Notre-Dame du Raincy, et est caractérisée par sa façade ornée d'une baie tripartite en arc brisé ornée d'une résille de béton destinée à recevoir les vitraux, et son clocher, relié par une passerelle à une tourelle d'accès, qui a une base carrée et est formé de trois parties superposées. 
L'église est ornée de 26 vitraux de l'atelier de Louis Barillet y représentent différents saints, et le chemin de croix, ainsi que les fonts baptismaux et le bénitier, ont été réalisés en mosaïque par Léon Guillemaind.
- Le château d'eau du Plateau d'Avron, construit entre 1932 et 1938, domine le plateau et est donc visible depuis de nombreux points de l'Est parisien. Il s'agit d'une des plus hautes constructions de la commune.
- Au centre-ville, l'église Saint-Henri se trouve au milieu de l'avenue Victor Hugo.
- La ville conserve un monument commémoratif en granit édifié en 1886 en commémoration des violents combats du 28 au 31 déc 1870 durant la Guerre franco-prussienne de 1870. L'armée française défendait alors le plateau d'Avron face aux prussiens, ainsi qu'un monument aux morts de la Première Guerre mondiale, réalisé par le sculpteur français Louis-Armand Bardery[34].
- En 1993, un vignoble de 800 mètres carrés est replanté.
- La voie Lamarque, implantée sur l'emprise d'anciennes voies ferrées tracées à l'époque de l'exploitation du gypse entre les carrières du plateau d'Avron et la Marne, est une « coulée verte » entièrement piétonnière et interdite aux vélos, qui permet, depuis la rivière, de rejoindre le parc urbain de 31,4 hectares, inauguré en 1999 sur les flancs du plateau. Ce dernier comprend des zones de biotope classées par arrêté préfectoral, visitables sur rendez-vous.
- La ville a créé, à l’emplacement d’anciennes carrières de gypse comblées par des matières inertes au début des années 1990, un parc de 31,4 hectares qui a ouvert ses portes le 31 décembre 1999. Cette première tranche de travaux a eu pour objectif de respecter les atouts naturels du site. Elle a concerné la création de pistes piétonnes et cyclables (séparées par des lisses de bois), d’une prairie de 2 hectares, de mobilier urbain (bancs, tables, poubelles, « kioscans »), de signalétique (plans, panneaux, totems), de garages à vélos (domicycles), d’aires de pique-nique, d’aires de jeux pour enfants, d’espaces de liberté pour chiens, d’une aire de pétanque, de sanitaires.

### Personnalités liées à la commune
- Adolphe François Monfallet (1815-1900), danseur, maître de ballets et peintre français, y est mort ;
- André Devambez (1867-1944), peintre et illustrateur français[pourquoi ?] ;
- Madeleine Eugénie Cavelier dite Madeleine Vernet (1878-1949), éducatrice, écrivaine, et militante pacifiste libertaire française, y fonde son premier orphelinat ;
- Henri Grouès, dit l'abbé Pierre (1912-2007), prêtre catholique français fondateur du mouvement Emmaüs et de la communauté Emmaüs de Neuilly-Plaisance ;
- Jacqueline Marguerite Marie Victoire Christin dite Jacqueline Plessis (1918-2019), productrice et actrice de théâtre et de cinéma française, a été conseillère municipale de la ville ;
- Émile Marcus (1930- ), archevêque, religieux catholique français, archevêque émérite de Toulouse, y est né ;
- Claude Miller (1942-2012), réalisateur de films[pourquoi ?] ;
- Jean-Pierre Haigneré (1948- ), spationaute de l'Agence spatiale européenne (ESA), ancien pilote de l'armée de l'Air[pourquoi ?] ;
- Bernard Wantier connu sous le nom de Bernard Minet (1953- ), musicien, comédien et chanteur français . Il vit et a sa société de production, la BMO Bernard Minet Organisation, dans cette ville;
- Thierry Dubois (1956- ), athlète français, spécialiste des épreuves combinées, y est né ;
- Patricia Girard (1968-), athlète française spécialiste du 100 mètres et du 100 mètres haies[pourquoi ?] ;
- Christine Arron (1973-), athlète française spécialiste du sprint, championne du monde du relais 4 × 100 mètres en 2003, et détentrice depuis 1998 du record d'Europe du 100 mètres en 10 s 73[pourquoi ?] ;
- Rougui Dia (1976-), cheffe cuisinière française, a grandi à Neuilly-Plaisance.
- Marc Raquil (1977- ), athlète français, pratiquant le 400 mètres. Il est le codétenteur du record de France du relais 4 × 400 mètres en 2 min 58 s 96[pourquoi ?] ;
- Sadek Bourguiba, dit Sadek (1991- ), rappeur et acteur français d’origine russe et tunisienne, y est né ;
- Mohamed Koné (en) (2002-), footballeur, a joué pour le club de foot de la ville ;
- Leslie Djhone (1981-), athlète français né en Côte-d'Ivoire, spécialiste du 400 mètres[pourquoi ?] ;
- Gévrise Émane (1982-), judoka française née au Cameroun évoluant dans la catégorie des moins de 70 kg, poids moyens, y a grandi ;
- Pascal Martinot-Lagarde (1991- ), athlète français, spécialiste du 110 mètres haies, champion du monde junior du 110 m haies en 2010 à Moncton (Canada)[pourquoi ?].

### Héraldique
| Blason de Neuilly-Plaisance | Blason  | D'azur à l'aigle éployée d'argent tenant dans sa serre dextre un rameau de laurier d'or (qui sont de LE RAGOIS de BRETONVILLIERS), chargée en cœur d'un écusson d'argent à la fasce ondée d'azur, surmonté au chef d'une croix latine de gueules, accostée à dextre et à senestre de deux croissants versés de sinople (qui sont de FOULQUES). |
| Blason de Neuilly-Plaisance | Détails | Le statut officiel du blason reste à déterminer. |

## Pour approfondir